# Association américaine de sociologie
Pour les articles homonymes, voir ASA.
L'Association américaine de sociologie (American Sociological Association ou ASA) a été fondée en 1905.

## Présentation
Elle est une organisation à but non lucratif consacrée à promotion de la sociologie et de la profession en aidant les sociologues dans leur travail et en favorisant leurs contributions à la société.
L'ASA tient des réunions annuelles et édite plusieurs périodiques. Avec ses 14 000 adhésions composées de professeurs, étudiants, chercheurs et praticiens, l'ASA est la plus grande association professionnelle de sociologues.

## Revues et périodiques de l'ASA
- American Sociological Review
- City & Community
- Contemporary Sociology
- Contexts
- Journal of Health and Social Behavior
- Rose Series
- Social Psychology Quarterly
- Sociological Methodology
- Sociological Theory
- Sociology of Education
- Teaching Sociology